# Lijst van rijksmonumenten in Venray (gemeente)
De gemeente Venray telt 93 inschrijvingen in het rijksmonumentenregister. Hieronder een overzicht. 

## Blitterswijck
De plaats Blitterswijck telt 4 inschrijvingen in het rijksmonumentenregister.
| Object            | Oorspronkelijke functie? | Bouwjaar            | Architect | Locatie       | Coördinaten?                 | Nr.?  | Afbeelding        |
| ----------------- | ------------------------ | ------------------- | --------- | ------------- | ---------------------------- | ----- | ----------------- |
| St. Annakapel     | Kapel                    | 1833                |           | Beeteweg 1    | 51° 31' 46" NB, 6° 6' 26" OL | 28432 | Meer afbeeldingen |
| O.L.Vr. Geboorte  | Kerk en kerkonderdeel    | 15e eeuw en later   |           | Plein 1       | 51° 31' 53" NB, 6° 6' 36" OL | 28433 | Meer afbeeldingen |
| Protestantse kerk | Kerk en kerkonderdeel    | 1828                |           | Maasweg 27    | 51° 31' 59" NB, 6° 6' 40" OL | 28434 | Meer afbeeldingen |
| Wijnhoverhof      | Boerderij                | 1790 (ankerjaartal) |           | Ooijenseweg 5 | 51° 31' 25" NB, 6° 6' 57" OL | 28435 | Meer afbeeldingen |

## Castenray
De plaats Castenray telt 3 inschrijvingen in het rijksmonumentenregister.
| Object | Oorspronkelijke functie? | Bouwjaar                                                                 | Architect | Locatie         | Coördinaten?                 | Nr.?  | Afbeelding |
| --- | ------------------------ | ------------------------------------------------------------------------ | --------- | --------------- | ---------------------------- | ----- | --- |
| Boerderij van het hoftype: hallehuis in T-vorm, in achtergevel ankerjaartal; Daken gedeeltelijk met stro bedekt. Bakhuis | Boerderij                | 18e eeuw / 1854 (ankerjaartal)                                           |           | Lollebeekweg 57 | 51° 29' 14" NB, 6° 1' 37" OL | 37213 | Boerderij van het hoftype: hallehuis in T-vorm, in achtergevel ankerjaartal; Daken gedeeltelijk met stro bedekt. Bakhuis |
| Hallehuis onder een gedeeltelijk met stro bedekt wolfdak en ankerjaartal                                                 | Woonhuis                 | 1715                                                                     |           | Lollebeekweg 21 | 51° 29' 5" NB, 6° 0' 49" OL  | 37214 | Hallehuis onder een gedeeltelijk met stro bedekt wolfdak en ankerjaartal                                                 |
| Sint Mathiaskerk | Kerk en kerkonderdeel    | 1911 (gewijd) 1485 (restanten) 1944 (opgeblazen) 1954-2005 (restauratie) |           | Horsterweg 55   | 51° 29' 22" NB, 6° 2' 6" OL  | 37215 | Meer afbeeldingen |

## Geijsteren
De plaats Geijsteren telt 6 inschrijvingen in het rijksmonumentenregister.
| Object                                                                 | Oorspronkelijke functie? | Bouwjaar                           | Architect | Locatie                | Coördinaten?                | Nr.?  | Afbeelding                                                             |
| ---------------------------------------------------------------------- | ------------------------ | ---------------------------------- | --------- | ---------------------- | --------------------------- | ----- | ---------------------------------------------------------------------- |
| De Grote Spiekert                                                      | Boerderij                | 18e-19e eeuw                       |           | Dorpstraat 1           | 51° 33' 5" NB, 6° 3' 5" OL  | 28436 | Meer afbeeldingen                                                      |
| De Kleine Spiekert                                                     | Boerderij                | 18e eeuw                           |           | Dorpstraat 5           | 51° 33' 5" NB, 6° 3' 3" OL  | 28437 | De Kleine Spiekert                                                     |
| Huis met zadeldak tussen topgevels met vlechtingen en ankerjaartal 840 | Boerderij                | 1840 (ankerjaartal)                |           | Dorpstraat 7           | 51° 33' 4" NB, 6° 3' 2" OL  | 28438 | Huis met zadeldak tussen topgevels met vlechtingen en ankerjaartal 840 |
| St. Annakapelletje                                                     | Kapel                    | 18e eeuw (huisje) 16e eeuw (trant) |           | Maasheseweg 2          | 51° 32' 15" NB, 6° 4' 6" OL | 28439 | Meer afbeeldingen                                                      |
| Sint-Willibrorduskapel                                                 | Kapel                    | 16e eeuw                           |           | St. Wilbertsweg bij 30 | 51° 33' 8" NB, 6° 1' 54" OL | 28440 | Meer afbeeldingen                                                      |
| Ruïne kasteel Geysteren                                                | Kasteel, buitenplaats    | 17e eeuw en ouder                  |           | nabij de maas          | 51° 32' 15" NB, 6° 4' 6" OL | 28441 | Meer afbeeldingen                                                      |

## Leunen
De plaats Leunen telt 3 inschrijvingen in het rijksmonumentenregister.
| Object | Oorspronkelijke functie? | Bouwjaar                                                                              | Architect | Locatie      | Coördinaten?                  | Nr.?  | Afbeelding        |
| --- | ------------------------ | ------------------------------------------------------------------------------------- | --------- | ------------ | ----------------------------- | ----- | ----------------- |
| Groot hallehuis onder een met stro bedekt wolfdak. Grote schaapskooi eveneens onder een strodak              | Boerderij                | 18e of eerste helft 19e eeuw (hallehuis) 18e-19e eeuw (schaapskooi)                   |           | Enge Steeg 6 | 51° 30' 33" NB, 5° 58' 23" OL | 37218 | Meer afbeeldingen |
| Sint-Catharinakerk. Laatgotische koor met driezijdige sluiting. Preekstoel. Houten beeld van de H. Catharina | Kerk en kerkonderdeel    | 15e eeuw 1903 (restaurant) 17e eeuw (preekstoel) tweede helft 17e eeuw (houten beeld) |           | Kapelweg 1   | 51° 30' 35" NB, 5° 58' 44" OL | 37219 | Meer afbeeldingen |
| Kapel van de H.H. Maria, Anna en Antonius                                                                    | Kapel                    | 19e eeuw                                                                              |           | Scheiweg 13  | 51° 29' 54" NB, 5° 58' 11" OL | 37231 | Meer afbeeldingen |

## Merselo
De plaats Merselo telt 4 inschrijvingen in het rijksmonumentenregister.
| Object | Oorspronkelijke functie?  | Bouwjaar                         | Architect | Locatie      | Coördinaten?                  | Nr.?  | Afbeelding        |
| --- | ------------------------- | -------------------------------- | --------- | ------------ | ----------------------------- | ----- | ----------------- |
| Schuur met schaapskooi, onder een strodak en met een hogere en een lagere poort                                     | Boerderij                 |                                  |           | Beek 8       | 51° 32' 12" NB, 5° 56' 32" OL | 37220 | Upload foto       |
| Johannes de Doper/Sint-Janskerk                                                                                     | Kerk en kerkonderdeel     | 15e eeuw / eerste helft 16e eeuw | J. Kayser | Kleindorp 2  | 51° 31' 47" NB, 5° 55' 49" OL | 37221 | Meer afbeeldingen |
| Nooit Gedacht | Industrie- en poldermolen | 1867                             |           | Grootdorp 93 | 51° 31' 50" NB, 5° 55' 32" OL | 37222 | Meer afbeeldingen |
| Heiligenbeeldhuisje met twee trapgeveltjes op een achtzijdige voet, voorzien van een teen met het opschrift St. Jan | Kapel                     | 19e eeuw                         |           | Pas          | 51° 31' 52" NB, 5° 56' 8" OL  | 37223 | Upload foto       |

## Oirlo
De plaats Oirlo telt 2 inschrijvingen in het rijksmonumentenregister.
| Object | Oorspronkelijke functie? | Bouwjaar       | Architect | Locatie        | Coördinaten?                 | Nr.?  | Afbeelding        |
| --- | ------------------------ | -------------- | --------- | -------------- | ---------------------------- | ----- | ----------------- |
| Sint Annakapel. Gebouwtje met zadeldak tussen twee topgevels; een korfboogingang, waarboven een steen met o.a. het jaartal, en twee ronde zijvenstertjes | Kapel                    | 1788 (jaartal) |           | Hogeweg        | 51° 30' 25" NB, 6° 2' 19" OL | 37224 | Meer afbeeldingen |
| Sint Gertrudiskerk | Kerk en kerkonderdeel    | 15e eeuw       |           | Hoofdstraat 23 | 51° 30' 39" NB, 6° 2' 12" OL | 37225 | Meer afbeeldingen |

## Oostrum
De plaats Oostrum telt 7 inschrijvingen in het rijksmonumentenregister. Zie de Lijst van rijksmonumenten in Oostrum (Limburg).

## Smakt
De plaats Smakt telt 1 inschrijving in het rijksmonumentenregister.
| Object | Oorspronkelijke functie? | Bouwjaar | Architect | Locatie          | Coördinaten?                | Nr.?  | Afbeelding        |
| --- | ------------------------ | -------- | --------- | ---------------- | --------------------------- | ----- | ----------------- |
| Sint Jozefs Kapel. Eenbeukig gebouw met driezijdige sluiting, een gezwenkte façade en open klokkespitsje op het dak | Kapel                    | 1699     |           | St. Jozeflaan 58 | 51° 34' 7" NB, 6° 0' 13" OL | 37233 | Meer afbeeldingen |

## Venray
De plaats Venray telt 58 inschrijvingen in het rijksmonumentenregister. Zie Lijst van rijksmonumenten in Venray (plaats) voor een overzicht.

## Ysselsteyn
De plaats Ysselsteyn telt 13 inschrijvingen in het rijksmonumentenregister. Zie Lijst van rijksmonumenten in Ysselsteyn voor een overzicht.
Beek ·
Beekdaelen ·
Beesel ·
Bergen ·
Brunssum ·
Echt-Susteren ·
Eijsden-Margraten ·
Gennep ·
Gulpen-Wittem ·
Heerlen ·
Horst aan de Maas ·
Kerkrade ·
Landgraaf ·
Leudal ·
Maasgouw ·
Maastricht ·
Meerssen ·
Mook en Middelaar ·
Nederweert ·
Peel en Maas ·
Roerdalen ·
Roermond ·
Simpelveld ·
Sittard-Geleen ·
Stein ·
Vaals ·
Valkenburg aan de Geul ·
Venlo ·
Venray ·
Voerendaal ·
Weert